# Semiothisa arenaria
Semiothisa arenaria är en fjärilsart som beskrevs av Swinhoe 1884. Semiothisa arenaria ingår i släktet Semiothisa och familjen mätare. Inga underarter finns listade i Catalogue of Life.